# Chris Heston
Pour les articles homonymes, voir Heston.
Christopher Heston (né le 10 avril 1988 à Palm Bay, Floride, États-Unis) est un lanceur droitier qui a joué pour les Giants de San Francisco, les  Mariners de Seattle et les Twins du Minnesota dans la Ligue majeure de baseball entre 2014 et 2017.
Il réussit un match sans point ni coup sûr pour San Francisco le 9 juin 2015.

## Carrière
Joueur au collège communautaire Seminole, en Floride, Chris Heston est repêché à deux reprises : par les Twins du Minnesota au 47e tour de sélection en 2007, puis par les Nationals de Washington au 29e tour en 2008, mais il ne signe de contrat avec aucune de ces deux équipes. Il rejoint les Pirates de l'université de l'Est de la Caroline puis signe chez les Giants de San Francisco, qui le réclament en 12e ronde en 2009.
Lanceur partant dans les ligues mineures, Heston fait ses débuts dans le baseball majeur avec les Giants comme lanceur de relève contre les Dodgers de Los Angeles le 13 septembre 2014. Il effectue son premier départ comme lanceur partant pour San Francisco le 28 septembre 2014, mais n'est pas impliqué dans la décision dans une victoire sur les Padres de San Diego. 
Il lance un match sans point ni coup sûr aux dépens des Mets de New York le 9 juin 2015 à Citi Field. Réussissant l'exploit à son 13e départ et 15e match seulement en carrière, Heston est le premier lanceur recrue à réussir un match sans coup sûr depuis Clay Buchholz en 2007 pour Boston. En 9 manches, il réussit aux dépens des Mets 11 retraits sur des prises, atteint trois frappeurs mais n'accorde aucun but-sur-balles.
Sa saison recrue est en deux teintes. En première moitié de campagne, il maintient une moyenne de points mérités de 3,39 en 18 départs et 111 manches et deux tiers lancées, remportant 9 victoires contre 5 défaites. Au cours des 13 départs suivants, cependant, sa moyenne s'élève à 4,91 en 66 manches et il perd 6 de ses 9 décisions. Heston complète sa première saison entière dans les majeures avec 12 victoires, 11 défaites et une moyenne de 3,98 points mérités alloués en 177 manches et deux tiers lancées au cours de ses 31 départs.